# Olympische Sommerspiele 2000/Taekwondo
Bei den XXVII. Olympischen Sommerspielen 2000 in Sydney fanden acht Taekwondo-Wettbewerbe statt, je vier für Frauen und Männer. Austragungsort war das State Sports Centre im Sydney Olympic Park. Taekwondo wurde offiziell ins olympische Programm aufgenommen, nachdem es 1988 und 1992 noch Demonstrationssportart gewesen war.

## Bilanz

### Medaillenspiegel
| Platz  | Land               | Gold | Silber | Bronze | Gesamt |
| ------ | ------------------ | ---- | ------ | ------ | ------ |
| 1      | Südkorea           | 3    | 1      | –      | 4      |
| 2      | Australien         | 1    | 1      | –      | 2      |
| 2      | Kuba               | 1    | 1      | –      | 2      |
| 4      | China              | 1    | –      | –      | 1      |
| 4      | Griechenland       | 1    | –      | –      | 1      |
| 4      | Vereinigte Staaten | 1    | –      | –      | 1      |
| 7      | Deutschland        | –    | 1      | –      | 1      |
| 7      | Norwegen           | –    | 1      | –      | 1      |
| 7      | Russland           | –    | 1      | –      | 1      |
| 7      | Spanien            | –    | 1      | –      | 1      |
| 7      | Vietnam            | –    | 1      | –      | 1      |
| 12     | Chinesisch Taipeh  | –    | –      | 2      | 2      |
| 13     | Frankreich         | –    | –      | 1      | 1      |
| 13     | Iran               | –    | –      | 1      | 1      |
| 13     | Japan              | –    | –      | 1      | 1      |
| 13     | Kanada             | –    | –      | 1      | 1      |
| 13     | Mexiko             | –    | –      | 1      | 1      |
| 13     | Türkei             | –    | –      | 1      | 1      |
| Gesamt | Gesamt             | 8    | 8      | 8      | 24     |

### Medaillengewinner
Männer
| Disziplin                  | Gold                      | Silber                   | Bronze                  |
| -------------------------- | ------------------------- | ------------------------ | ----------------------- |
| Fliegengewicht (bis 58 kg) | Michalis Mouroutsos (GRE) | Gabriel Esparza (ESP)    | Huang Chih-hsiung (TPE) |
| Federgewicht (bis 68 kg)   | Steven Lopez (USA)        | Sin Joon-sik (KOR)       | Hadi Saei (IRI)         |
| Mittelgewicht (bis 80 kg)  | Ángel Matos (CUB)         | Faissal Ebnoutalib (GER) | Víctor Estrada (MEX)    |
| Schwergewicht (über 80 kg) | Kim Kyong-hun (KOR)       | Daniel Trenton (AUS)     | Pascal Gentil (FRA)     |

Frauen
| Disziplin                  | Gold               | Silber                | Bronze                    |
| -------------------------- | ------------------ | --------------------- | ------------------------- |
| Fliegengewicht (bis 49 kg) | Lauren Burns (AUS) | Urbia Meléndez (CUB)  | Chi Shu-ju (TPE)          |
| Federgewicht (bis 57 kg)   | Jung Jae-eun (KOR) | Trần Hiếu Ngân (VIE)  | Hamide Bıkçın Tosun (TUR) |
| Mittelgewicht (bis 67 kg)  | Lee Sun-hee (KOR)  | Trude Gundersen (NOR) | Yoriko Okamoto (JPN)      |
| Schwergewicht (über 67 kg) | Chen Zhong (CHN)   | Natalja Iwanowa (RUS) | Dominique Bosshart (CAN)  |

## Ergebnisse Männer

### Fliegengewicht (bis 58 kg)

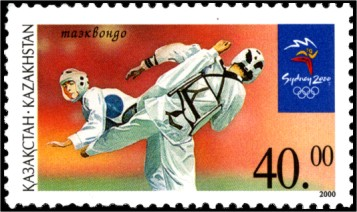
Kasachische Briefmarke mit Taekwondo-Motiv

| Platz | Land | Sportler            |
| ----- | ---- | ------------------- |
| 1     | GRE  | Michalis Mouroutsos |
| 2     | ESP  | Gabriel Esparza     |
| 3     | TPE  | Huang Chih-hsiung   |
| 4     | ARG  | Gabriel Taraburelli |
| 5     | HUN  | József Salim        |
| 5     | MAR  | Younès Sekkat       |
| 7     | EGY  | Talaat Abada        |

Datum: 27. September 2000 

14 Teilnehmer aus 14 Ländern

### Federgewicht (bis 68 kg)
| Platz | Land | Sportler             |
| ----- | ---- | -------------------- |
| 1     | USA  | Steven Lopez         |
| 2     | KOR  | Sin Joon-sik         |
| 3     | IRI  | Hadi Saei Bonehkohal |
| 4     | AUT  | Tuncay Çalışkan      |
| 5     | GER  | Aziz Acharki         |
| 5     | AUS  | Carlo Massimino      |
| 7     | RUS  | Aslanbek Dsitijew    |
| 7     | ITA  | Claudio Nolano       |

Datum: 28. September 2000 

14 Teilnehmer aus 14 Ländern

### Mittelgewicht (bis 80 kg)
| Platz | Land | Sportler            |
| ----- | ---- | ------------------- |
| 1     | CUB  | Ángel Matos         |
| 2     | GER  | Faissal Ebnoutalib  |
| 3     | MEX  | Víctor Estrada      |
| 4     | SWE  | Roman Livaja        |
| 5     | AUS  | Warren Hansen       |
| 5     | CIV  | Sebastien Konan     |
| 7     | JOR  | Mohamed al-Fararjeh |
| 7     | CHI  | Félipe Soto         |

Datum: 29. September 2000 

14 Teilnehmer aus 14 Ländern

### Schwergewicht (über 80 kg)
| Platz | Land | Sportler         |
| ----- | ---- | ---------------- |
| 1     | KOR  | Kim Kyong-hun    |
| 2     | AUS  | Daniel Trenton   |
| 3     | FRA  | Pascal Gentil    |
| 4     | KSA  | Khalid al-Dosari |
| 5     | COL  | Milton Castro    |
| 5     | GBR  | Colin Daley      |
| 7     | NCA  | Carlos Delgado   |
| 7     | SWE  | Marcus Thorén    |

Datum: 30. September 2000 

13 Teilnehmer aus 13 Ländern

## Ergebnisse Frauen

### Fliegengewicht (bis 49 kg)
| Platz | Land | Sportlerin         |
| ----- | ---- | ------------------ |
| 1     | AUS  | Lauren Burns       |
| 2     | CUB  | Urbia Meléndez     |
| 3     | TPE  | Chi Shu-ju         |
| 4     | DEN  | Hanne Høgh Poulsen |
| 5     | TUR  | Döndü Güvenc       |
| 5     | MEX  | Águeda Pérez       |
| 7     | LES  | Likeleli Thamae    |

Datum: 27. September 2000 

12 Teilnehmerinnen aus 12 Ländern

### Federgewicht (bis 57 kg)
| Platz | Land | Sportlerin          |
| ----- | ---- | ------------------- |
| 1     | KOR  | Jung Jae-eun        |
| 2     | VIE  | Trần Hiếu Ngân      |
| 3     | TUR  | Hamide Bıkçın Tosun |
| 4     | NED  | Virginia Lourens    |
| 5     | ITA  | Cristiana Corsi     |
| 5     | PHL  | Jasmin Strachan     |
| 7     | TRI  | Cheryl-Ann Sankar   |

Datum: 28. September 2000 

12 Teilnehmerinnen aus 12 Ländern

### Mittelgewicht (bis 67 kg)
| Platz | Land | Sportlerin          |
| ----- | ---- | ------------------- |
| 1     | KOR  | Lee Sun-hee         |
| 2     | NOR  | Trude Gundersen     |
| 3     | JPN  | Yoriko Okamoto      |
| 4     | GBR  | Sarah Stevenson     |
| 5     | FIN  | Kirsimarja Koskinen |
| 5     | NED  | Mirjam Mueskens     |
| 7     | CHN  | He Lumin            |
| 7     | USA  | Barbara Kunkel      |

Datum: 29. September 2000 

12 Teilnehmerinnen aus 12 Ländern

### Schwergewicht (über 67 kg)
| Platz | Land | Sportlerin         |
| ----- | ---- | ------------------ |
| 1     | CHN  | Chen Zhong         |
| 2     | RUS  | Natalja Iwanowa    |
| 3     | CAN  | Dominique Bosshart |
| 4     | CRO  | Nataša Vezmar      |
| 5     | MAR  | Mounia Bourguigue  |
| 5     | VEN  | Adriana Carmona    |
| 7     | AUS  | Tanya White        |

Datum: 30. September 2000 

12 Teilnehmerinnen aus 12 Ländern